# Pterygophyllum debile
Pterygophyllum debile là một loài Rêu trong họ Hookeriaceae. Loài này được (Sull.) A. Jaeger mô tả khoa học đầu tiên năm 1877.